# Seznam komunit používajících tridentskou liturgii

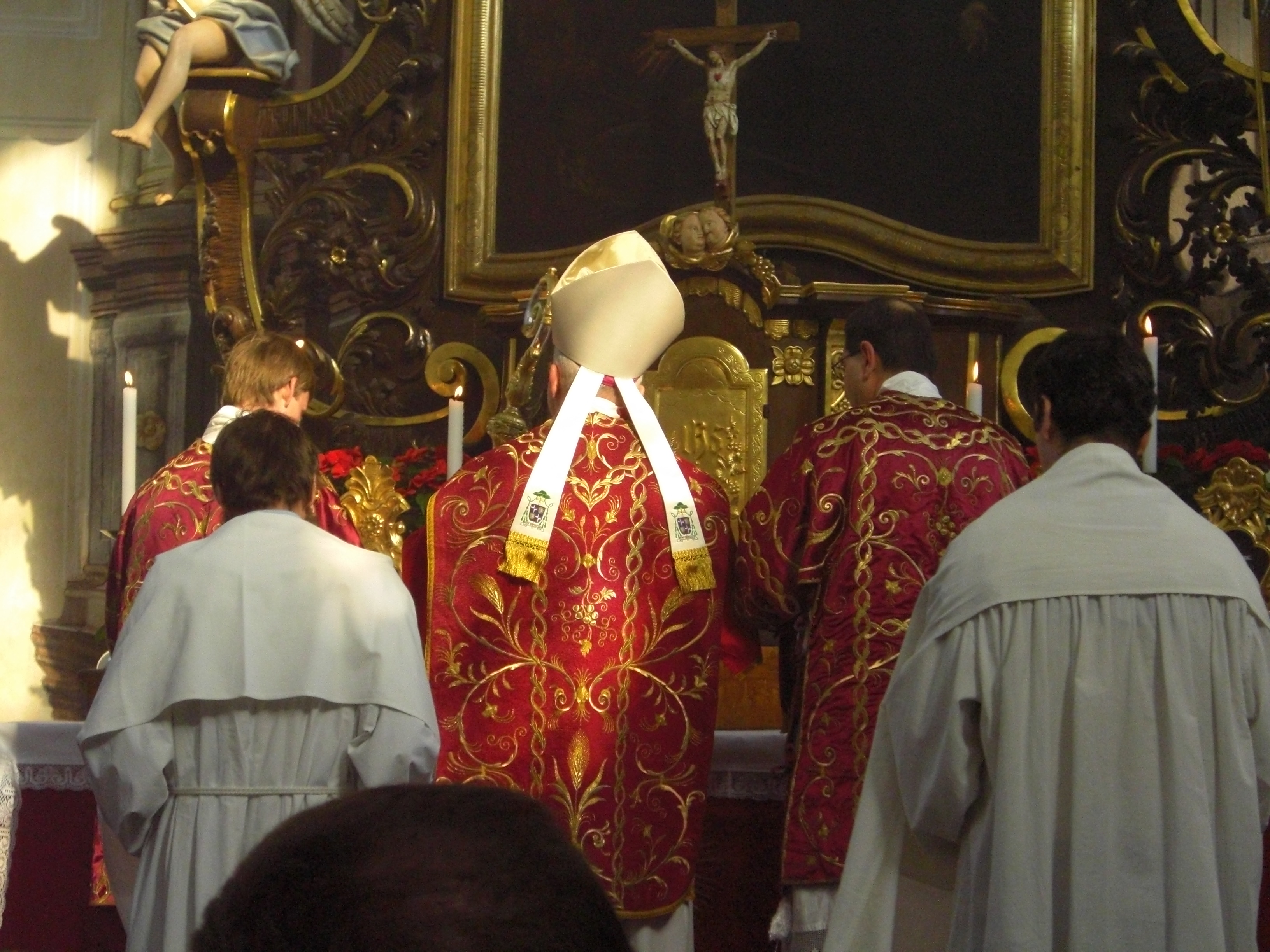
Pontifikální Mše podle misálu sv. Jana XXIII. sloužená litoměřickým biskupem Janem Baxantem

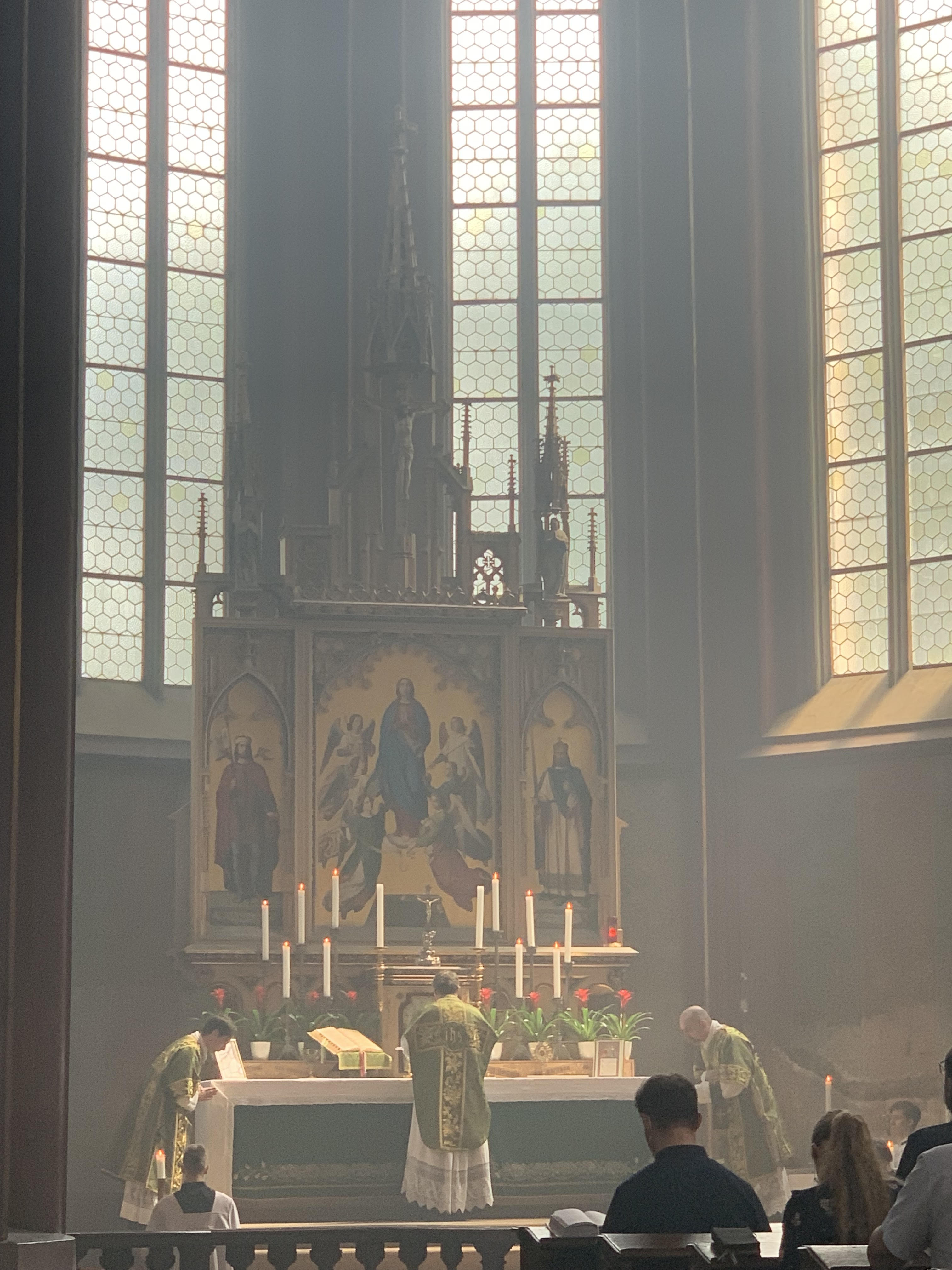
Asistovaná mše svatá v Praze na Karlově, celebruje Stanislav Přibyl

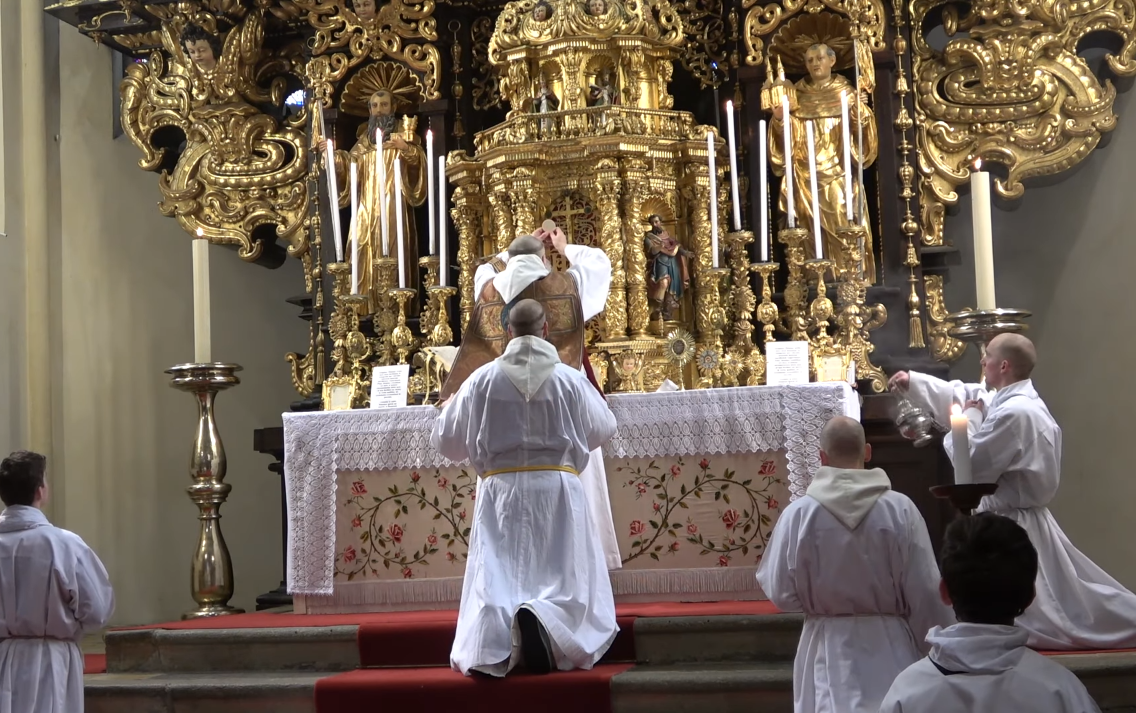
Tridentská mše cisterciáků v klášteře ve Vyšším Brodě

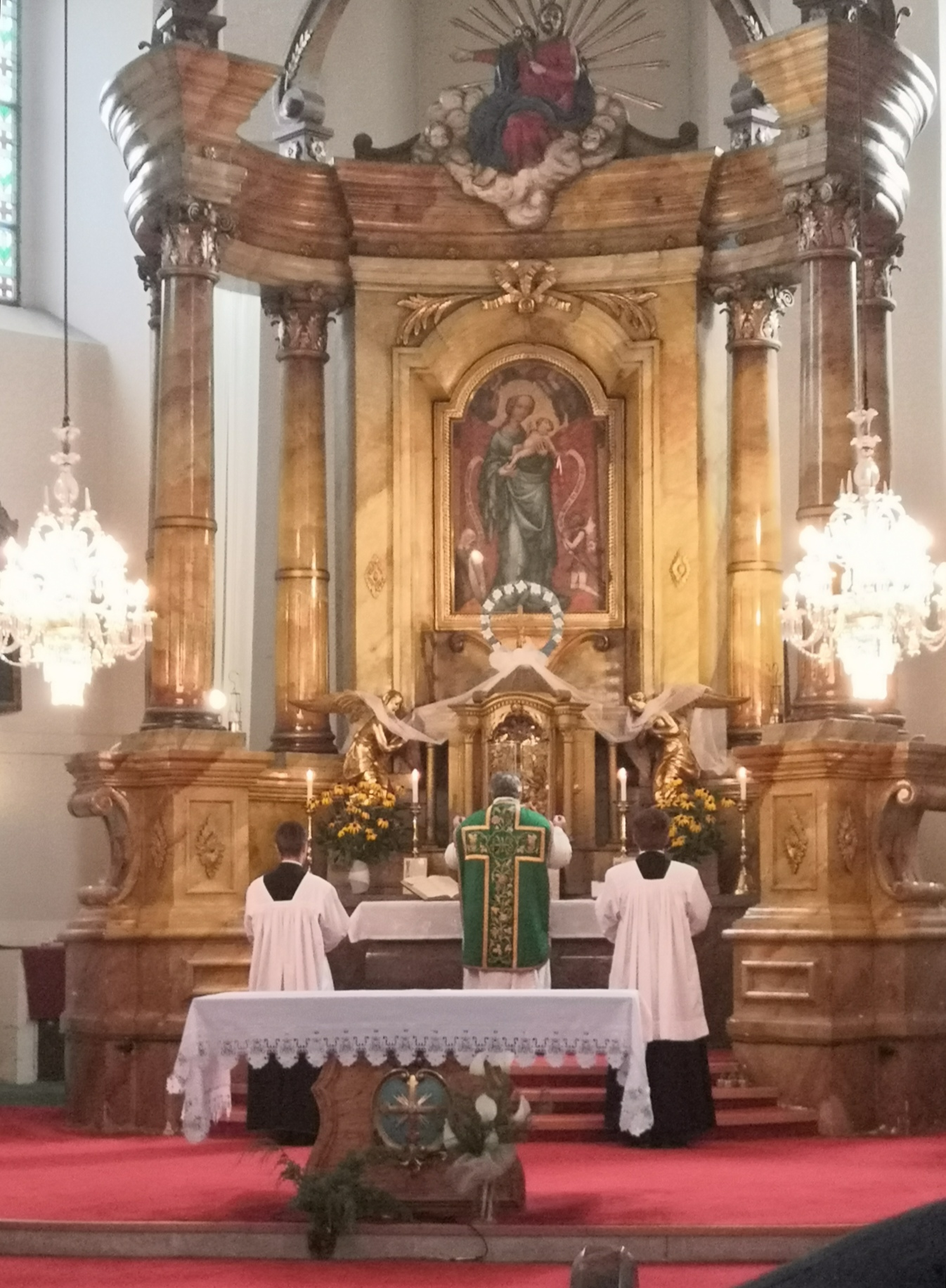
Tridentská Mše v kostele Sv. Josefa v Ostravě.

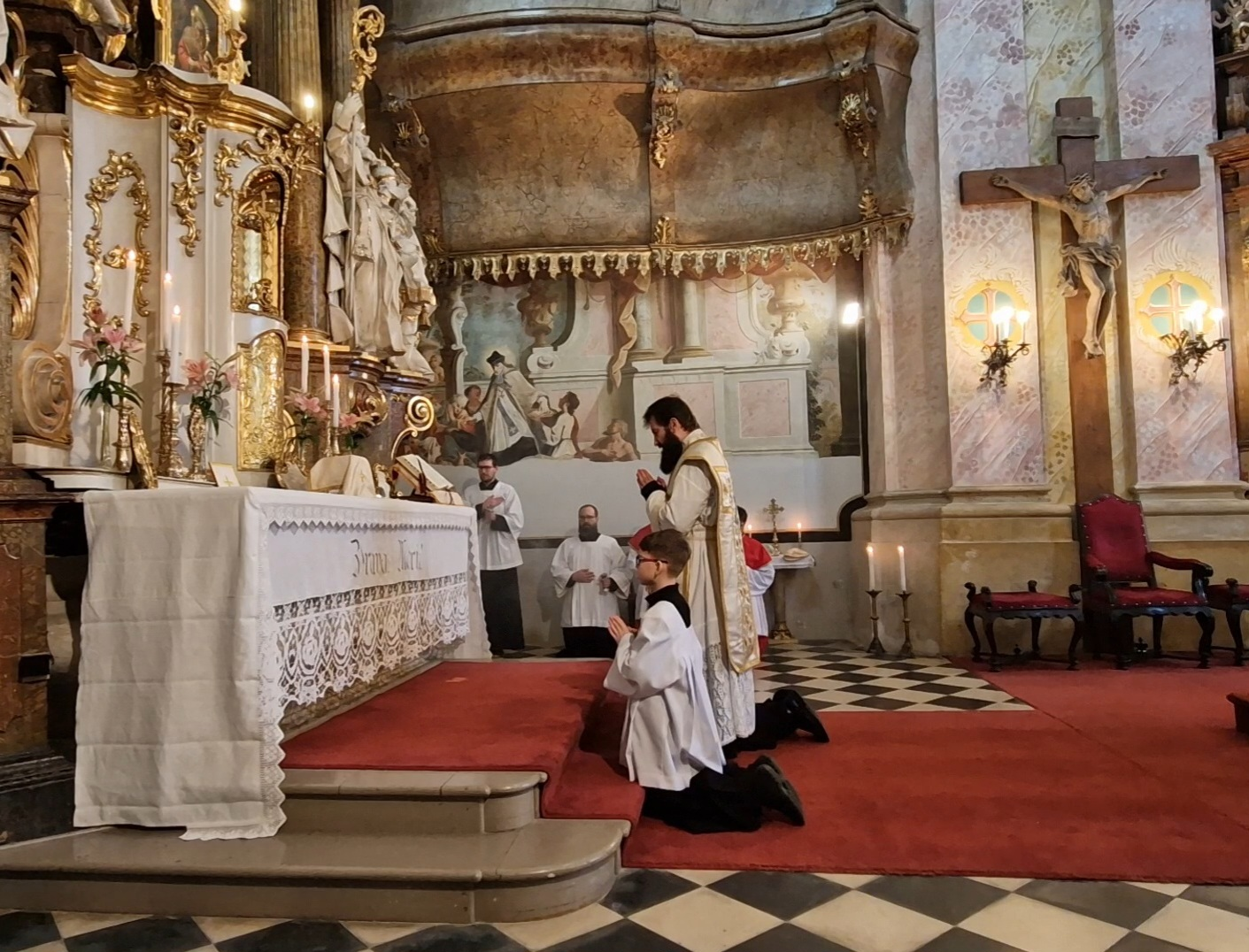
Tridentská Mše slavená v kostele Sv. Jana Nepomuckého v Prostějově z rozhodnutí biskupa od ledna 2023.

Toto je seznam komunit používajících tridentskou liturgii v katolické církvi, tedy římský ritus podle misálu z r. 1962 (tridentská mše) nebo starší rity (např. řádové rity: dominikánský nebo karmelitánský). Seznam je rozdělen do třech hlavních částí, a to na mužské, ženské a jednu laickou komunitu. V první části každé z nich jsou uvedeny komunity působící ve více zemích podle počtu domů nebo klášterů. Ve druhé pak komunity přítomné pouze na území jednotlivých států (státy řazeny abecedně). 
Všechny komunity spřátelené s Kněžským bratrstvem sv. Pia X. najdete zde.
V roce 2023 patří mezi největší kněžské komunity, které používají tridentskou mši výhradně, zejména Kněžské bratrstvo svatého Pia X. (FSSPX) se 707 kněžími, Kněžské bratrstvo svatého Petra (FSSP) s 368 kněžími, Institut Krista Krále (ICKSP) se 147 kněžími a Institut Dobrého Pastýře (IBP) s 61 kněžími.
Kromě toho existují i některé poustevny, kde se slaví tridentská liturgie, jako např. poustevna ve Warfhuizen (Nizozemsko), ve Fitilieu (Francie) atd. nebo komunity, které používají jak starší, tak novější formu římského ritu (Služebníci Ježíše a Marie, Mariánští františkáni, Bratrstvo blahoslavené Panny Marie apod.).

## Mužské komunity

### Mezinárodní
- Kněžské bratrstvo svatého Pia X. – působí v: Irsko, Velká Británie, Nizozemsko, Belgie, Lucembursko, Německo, Švýcarsko, Rakousko, Francie, Portugalsko, Španělsko, Itálie, Chorvatsko, Slovinsko, Maďarsko, Česko, Slovensko, Polsko, Ukrajina, Litva, Lotyšsko, Estonsko, Rusko, Finsko, Švédsko, Norsko, Dánsko, Kanada, USA, Mexiko, Kuba, Kostarika, Guatemala, Salvador, Honduras, Panama, Dominikánská republika, Guadeloupe, Martinik, Kolumbie, Francouzská Guyana, Ekvádor, Peru, Brazílie, Paraguay, Uruguay, Argentina, Chile, Benin, Nigérie, Gabon, Tanzanie, Ghana, Keňa, Namibie, Zimbabwe, Jihoafrická republika, Madagaskar, Réunion, Mauricius, Spojené arabské emiráty, Indie, Srí Lanka, Jižní Korea, Japonsko, Hong Kong, Filipíny, Malajsie, Indonésie, Singapur, Austrálie, Nový Zéland, Fidži, Vanuatu, Nová Kaledonie[7][8][9][10]
- Kněžské bratrstvo svatého Petra – působí v: Rakousko, Německo, Švýcarsko, Česko, Polsko, Francie, Itálie, Španělsko, Belgie, Nizozemsko, Velká Británie, Irsko, Finsko[11], Kolumbie, USA, Kanada, Mexiko, Austrálie, Nový Zéland, Nigérie[12]

- Institut Krista Krále Nejvyššího Kněze – působí v: Francie, Německo, Švýcarsko, Belgie, Irsko, Velká Británie, Itálie, Španělsko, Gibraltar, Švédsko, USA, Gabon, Mauricius [13][14]

- Institut Dobrého Pastýře – působí v: Brazílie, Kolumbie, Portugalsko, Francie, Itálie, Polsko, Uganda, USA, Austrálie[15]

- Synové Nejsvětějšího Spasitele – působí v: Skotsko,[16] Nový Zéland,[17] USA[18]

### Národní (nebo diecézní)
Austrálie
- Benediktini – Colebrook, Tasmania[19]

Brazílie
- Personální apoštolská administratura sv. Jana Marii Vianneye (nejde o komunitu, ale o církevní jurisdikční jednotku)
- Benediktini – Nova Friburgo (klášter je spřátelen s FSSPX – Resistance)[20][21]

Česká republika
- Cisterciáci – Vyšší Brod[22]

Francie
- Benediktini – 9 klášterů: Le Barroux[23], Saint Pierre de Clairac[24], Brignoles[25], Fontgombault[26], Randol[27], Triors[28], Donezan[29], Wisques[30], Bellaigue[31] (klášter je spřátelen s FSSPX – Resistance)[32][33][34]

- Řádní kanovníci Matky Boží[35]

- Bratrstvo sv. Vincence Ferrerského (dominikánský ritus)[36]

- Misionářská společnost Božího milosrdenství[37]

- Náboženská společnost Svatého Kříže z Riaumontu[38]

Irsko
- Benediktini – Silverstream[39]

Itálie
- Benediktini Neposkvrněné – Taggia[40]

- Benediktini – Nursie[41]

Německo
- Institut sv. Filipa Neriho[42]
- Benediktini – Reichenstein (klášter je spřátelen s FSSPX)[43][33]

Španělsko
- Bratrstvo Krista Kněze a Blahoslavené Marie Královny[44][45]
- Oáza Ježíše Kněze (mužská větev)[46][47]

USA
- Benediktini – Clear Creek, Oklahoma,[48] Silver City, New Mexico (klášter je spřátelen s FSSPX)
- Benediktini – Mniši Marie, Matky Slova – Sprague, Washington[49]
- Služebníci Neposkvrněného srdce Mariina – Still River, Massachusetts[50]
- Řádní kanovníci Nového Jeruzaléma – Charles Town, West Virginia[51]
- Liga sv. Martina z Tours – Bel Aire, Kansas[52]
- Řádní kanovníci sv. Tomáše Aquinského – Springfield, Illinois[53][54]
- Bosí poustevníci Naší Paní Karmelské (karmelitánský ritus)[55] – Fairfield, Pennsylvania; Rocky Mountains, Colorado [56]
- Mariánští menší bratři – Lawrenceburg, Kentucky[57]
- Misionáři sv. Jana Křtitele – Park Hills, Kentucky[58]
- Mniši Nejblahoslavenější Panny Marie Karmelské (karmelitánský ritus) – Cody, Wyoming[59]

## Ženské komunity

### Mezinárodní
- Sestry Bratrstva svatého Pia X. (patří pod Kněžské bratrstvo sv. Pia X.) – působí v: Argentina, Austrálie, Belgie, Gabon, Francie, Itálie, Německo, Švýcarsko, USA[60]
- Sestry adorující Královské Srdce Ježíše Krista Nejvyššího Kněze (patří pod Institut Krista Krále Nejvyššího Kněze) – působí v: Anglie, Německo, Itálie, Švýcarsko, Francie, Irsko, USA[61]

- Bosé karmelitky Ježíše, Marie a Josefa – působí v: Austrálie, USA[62]
- Sestry Předrahé Krve – působí v: Lichtenštejnsko[63], Švýcarsko[64]

### Národní (nebo diecézní)
Anglie
- Karmelitánský klášter Zvěstování – Birkenhead[65]

Brazílie
- Náboženský institut Neposkvrněného Srdce Marie a sv. Michaela archanděla[66]
- Klášter Svaté Tváře a Nejčistšího a Bolestného Srdce Marie (redemptoristky)[67][68]

Francie
- Benediktinky – Le Barroux[69], Virlet[70] (klášter je spřátelen s FSSPX)[71]

- Kanovnice Matky Boží (patří pod Řádné kanovníky Matky Boží) – Azille[72]

- Dominikánky Sv. Ducha – 5 klášterů: Pontcalec, La Baffe, Draguignan, Nantes, Saint Cloud[73]

- Sestry oběti Nejsvětějšího srdce Ježíšova – Chavagnes-en-Paillers[74]

Itálie
- Benediktinky Neposkvrněné – Villatalla[75][76]

Kolumbie
- Odčiňující služebnice Svaté Rodiny (patří pod Institut Dobrého Pastýře)[77]
- Průkopnice Božího království[78][79]

Mexiko
- Ekumenické řeholnice z Guadalupe[80][81]

Nový Zéland
- Dcery Nejsvětějšího Spasitele (patří pod Syny Nejsvětějšího Spasitele)[82]

Španělsko
- Oáza Ježíše Kněze (ženská větev)[46][83]
- Misionářské sestry bratrstva (patří pod Bratrstvo Krista Kněze a Blahoslavené Marie Královny)[44]

Švédsko
- Mariiny Jehňátka, klášter sv. Josefa – Imbramåla[84]

USA
- Benediktinky Marie, Královny Apoštolů – Gower, Missouri; Ava, Missouri[85][86]; Evansville, Indiana

- Bosé karmelitky – Jacksonville, Florida[87]
- Bosé karmelitky Ducha svatého – Littleton, Colorado[88]

- Dominikánky kláštera Srdce Ježíšova – Lockport, Louisiana[89][90]

- Sestry misionářky sv. Františka z Assisi – Diecéze Youngstown, Ohio[91]

- Služebnice Neposkvrněného srdce Mariina (patří pod Služebníky Neposkvrněného srdce Mariina) – Still River, Massachusetts[92]

- Dcery sv. Eliáše – Cincinnati, Ohio[93]

- Institut Brigitiných služebníků Nejsvětějšího Spasitele – Tyler, Texas[94]

- Dcery Díla Marie – Fort Scott, Kansas[95][96]
- Chudé klarisky kláštera Zvěstování – Minooka, Illinois[97]
- Služebnice Dětí Světla – Mandan, North Dakota[98]

## Ostatní
- Militia Templi – Řád chudých kristových rytířů (laická společnost)[99] – působí v:[100] Itálie, Vatikán, San Marino, Malta, Španělsko, Portugalsko, Andorra, Maďarsko, Rumunsko, Slovensko, Švýcarsko, Rakousko, Německo, Polsko, Velká Británie, Irsko, Rusko, Chile, Brazílie, Paraguay, Kanada, USA, Portoriko